# Ânkhkaenrê
Ânkhkaenrê est un prénom masculin de l'Égypte antique.
C'est le nom de Nesout-bity du pharaon Psammétique III.